# إطار دراجة

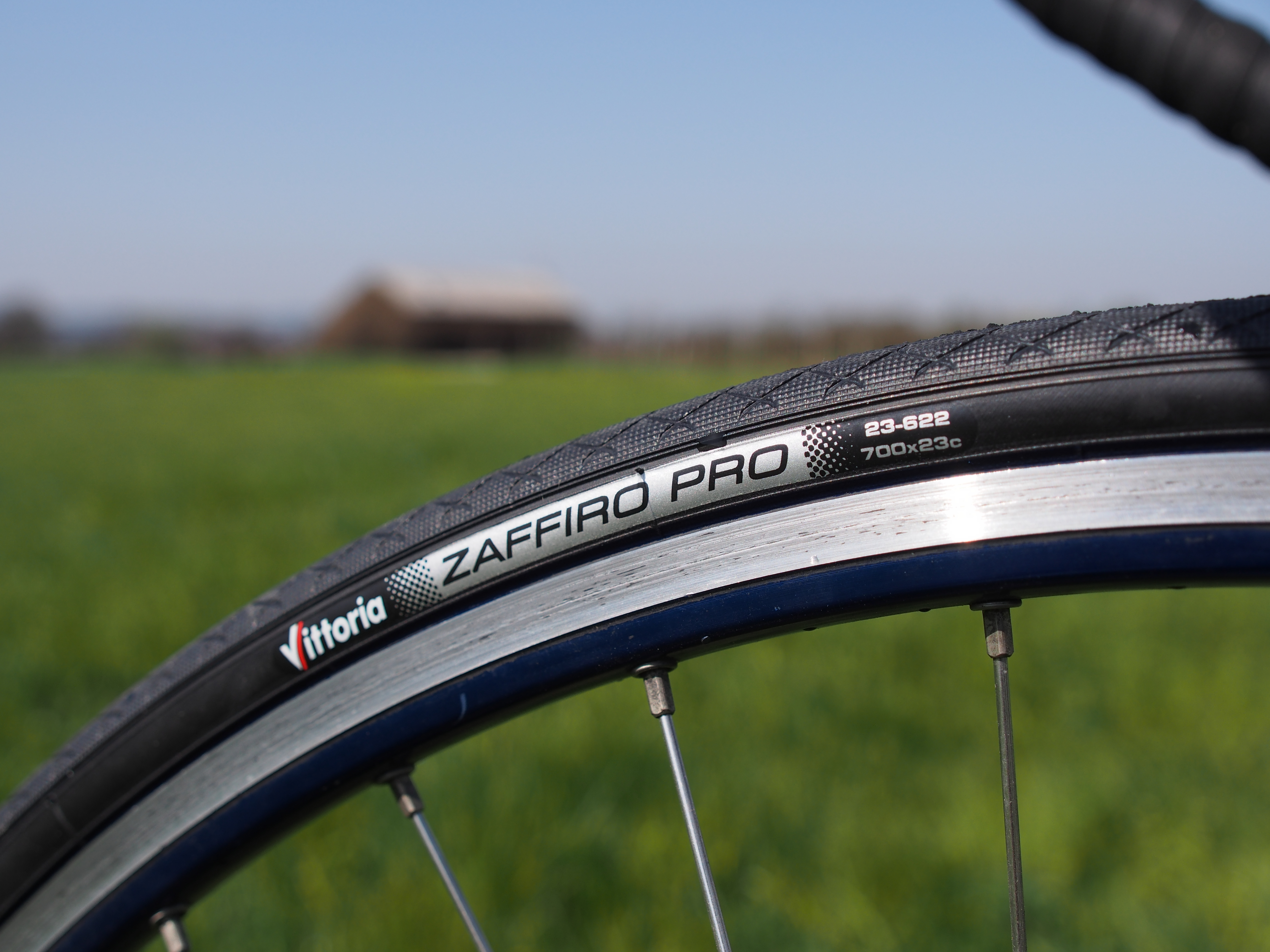
إطار دراجة مثبت على عجلة

إطار الدراجة (بالإنجليزية: Bicycle tire) هو إطار يلائم عجلة دراجة أو أي مركبة مماثلة. يمكن أيضًا استخدام هذه الإطارات في الدراجات ذات العجلات الثلاث والكراسي المتحركة والدراجات اليدوية، في كثير من الأحيان للسباق. توفر إطارات الدراجات مصدرًا مهمًا للتعليق، وتولد القوى الجانبية اللازمة للموازنة والدوران، وتولد القوى الطولية اللازمة للدفع والكبح. على الرغم من أن استخدام الإطارات الهوائية يقلل بشكل كبير من مقاومة التدحرج مقارنة باستخدام عجلة صلبة أو إطار صلب، إلا أن الإطارات لا تزال عادةً ثاني أكبر مصدر، بعد مقاومة الرياح، لاستهلاك الطاقة على طريق مستوي. ساهم إطار الدراجة الهوائية القابل للفصل الحديث في شعبية وهيمنة دراجة السلامة.

## التاريخ
كانت الإطارات الأولى للدراجات عبارة عن أشرطة حديدية مثبتة على عجلات فيلوسيبيديس الخشبية. وتبع ذلك إطارات مطاطية صلبة على أغطية بنسات صغيرة. مُنحت أول براءة اختراع لـ «العجلات المطاطية» إلى كليمان آدر في عام 1868. في محاولة لتخفيف الركوب، تمت تجربة الإطارات المطاطية ذات النواة المجوفة.
صنع جون بويد دنلوب أول إطار هوائي عملي في عام 1887 لدراجة ابنه، في محاولة لمنع الصداع الذي أصيب به ابنه أثناء الركوب على الطرق الوعرة. يُنسب إلى دنلوب «إدراك أن المطاط يمكن أن يتحمل البلى الناتج عن كونه إطارًا مع الاحتفاظ بمرونته». أدى ذلك إلى تأسيس شركة دنلوب القابضة في عام 1889. وبحلول عام 1890، بدأت في إضافة طبقة قماشية صلبة إلى المطاط لتقليل الثقوب. اعتمد المتسابقون بسرعة الإطار الذي يعمل بالهواء المضغوط لزيادة السرعة التي أتاحها.
أخيرًا، تم تقديم الإطار القابل للفصل في عام 1891 بواسطة إدوار ميشلان. تم تثبيته على الحافة بمشابك، بدلاً من الغراء، ويمكن إزالته لاستبدال أو تصحيح الأنبوب الداخلي المنفصل.

## العلامات التجارية وشركات التصنيع
- كونتينينتال
- ميشلان
- باناسونيك
- بيريللي
- جوديير
- دنلوب
- فايرستون
- بريدجستون